# Golfe nos Jogos Olímpicos de Verão de 2020
Os torneios de golfe nos Jogos Olímpicos de Verão de 2020 consistiram de dois eventos, um de cada gênero, realizados entre 29 de julho e 7 de agosto de 2021 – após terem sido adiadas em um ano devido à pandemia de COVID-19 – no campo leste do Kasumigaseki Country Club, em Tóquio.
Tanto o sistema de qualificação quanto o formato dos eventos foram os mesmos usados em 2016. Um total de 120 golfistas se classificaram para os dois eventos (60 em cada gênero), consistindo em um torneio individual por tacadas de 72 buracos, disputado em quatro dias. A competição masculina foi disputada primeiro, a partir de 29 de julho, com a feminina iniciando em 4 de agosto de 2021. Devido à pandemia de COVID-19, toda a competição foi realizada sem a presença de espectadores.

## Qualificação
A qualificação foi baseada no ranking mundial em 21 de junho de 2021 (homens) e 28 de junho de 2021 (mulheres), com um total de 60 jogadores qualificados em cada um dos eventos. Os 15 primeiros se classificam diretamente, com um limite de quatro jogadores por Comitê Olímpico Nacional (CON). As vagas restantes foram para os golfistas com melhor classificação de CONs que ainda não tinham dois jogadores classificados. A Federação Internacional de Golfe (IGF) garantiu que pelo menos um golfista do país anfitrião e de cada região geográfica (África, Américas, Ásia, Europa e Oceania) estivessem representados.

## Calendário
Ambos os torneios de golfe foram realizados ao longo de quatro dias (oito no total). Ao final da competição masculina, dois dias depois se iniciou a feminina.
| R1 | Rodada 1 | R2 | Rodada 2 | R3 | Rodada 3 | RF | Rodada final |

| DataEvento           | 29 jul | 30 jul | 31 jul | 1 ago | 2 ago | 3 ago | 4 ago | 5 ago | 6 ago | 7 ago |
| -------------------- | ------ | ------ | ------ | ----- | ----- | ----- | ----- | ----- | ----- | ----- |
| Individual masculino | R1     | R2     | R3     | RF    |       |       |       |       |       |       |
| Individual feminino  |        |        |        |       |       |       | R1    | R2    | R3    | RF    |

## Nações participantes
Ao todo, 42 CONs tiveram atletas qualificados em ao menos um evento. Entre parênteses encontra-se representada a quantidade de atletas.
- RSA África do Sul (2)
- GER Alemanha (4)
- ARG Argentina (1)
- AUS Austrália (4)
- AUT Áustria (3)
- BEL Bélgica (3)
- CAN Canadá (4)
- CHI Chile (2)
- CHN China (4)
- COL Colômbia (2)
- KOR Coreia do Sul (6)
- DEN Dinamarca (4)
- ECU Equador (1)
- SVK Eslováquia (1)
- SLO Eslovênia (1)
- ESP Espanha (4)
- USA Estados Unidos (8)
- PHI Filipinas (3)
- FIN Finlândia (4)
- FRA França (4)
- GBR Grã-Bretanha (4)
- HKG Hong Kong (1)
- IND Índia (4)
- IRL Irlanda (4)
- ITA Itália (4)
- JPN Japão (4)
- MAS Malásia (2)
- MAR Marrocos (1)
- MEX México (4)
- NOR Noruega (3)
- NZL Nova Zelândia (2)
- NED Países Baixos (1)
- PAR Paraguai (1)
- POL Polônia (1)
- PUR Porto Rico (2)
- CZE República Checa (2)
- SWE Suécia (4)
- SUI Suíça (2)
- THA Tailândia (4)
- TPE Taipé Chinês (3)
- VEN Venezuela (1)
- ZIM Zimbabwe (1)

## Medalhistas
| Evento                        | Ouro                                 | Prata                         | Bronze                           |
| ----------------------------- | ------------------------------------ | ----------------------------- | -------------------------------- |
| Individual masculino detalhes | Xander Schauffele USA Estados Unidos | Rory Sabbatini SVK Eslováquia | Pan Cheng-tsung TPE Taipé Chinês |
| Individual feminino detalhes  | Nelly Korda USA Estados Unidos       | Mone Inami JPN Japão          | Lydia Ko NZL Nova Zelândia       |

## Quadro de medalhas
País sede destacado
| Ordem | País               | Medalha de ouro | Medalha de prata | Medalha de bronze |   | Ordem por total |
| ----- | ------------------ | --------------- | ---------------- | ----------------- | - | --------------- |
| 1     | USA Estados Unidos | 2               |                  |                   | 2 | 1               |
| 2     | SVK Eslováquia     |                 | 1                |                   | 1 | 2               |
|       | JPN Japão          |                 | 1                |                   | 1 | 2               |
| 4     | NZL Nova Zelândia  |                 |                  | 1                 | 1 | 2               |
|       | TPE Taipé Chinês   |                 |                  | 1                 | 1 | 2               |
| TOTAL | TOTAL              | 2               | 2                | 2                 | 6 | —               |